# Duomo di Crema
La cattedrale di Santa Maria Assunta è il principale e più antico luogo di culto cattolico della città di Crema, sede vescovile dell'omonima diocesi.

## Storia

### Prima dell'anno 1000
Definire qualsiasi vicenda costruttiva prima dell'anno 1000, in assenza di documenti storici, è impossibile. Reperti di origine romana ritrovati durante i restauri degli anni 1952-1959 rendono solo ipotizzabile la presenza nello stesso sito di un antico tempio pagano.
Secondo la tradizione nel luogo in cui sorse Crema era presente fin da tempi paleocristiani una chiesetta dedicata a Santa Maria della Mosa: ciò non può essere verificato ma è assai verosimile: ci troviamo sopra un dosso in antico protetto a nord e a sud da corsi d'acqua naturali (poi chiamati roggia Crema, roggia Rino, Cresmiero o Travacone) colatori della palude del Moso che lo circondava a nord ovest. Inoltre a est il terreno scendeva verso le divagazioni del Serio. Un luogo facilmente difendibile e quindi ideale per accogliere i rifugiati dalla città di Parasso (Palazzo Pignano) in fuga dall'invasione longobarda, come probabilmente sarebbe avvenuto; se poi attorno alla chiesetta vi fosse già un villaggio o se lo abbiano fondato essi stessi non è verificabile. 
Altri storici hanno formulato un'altra ipotesi: Crema sarebbe il risultato di un progetto di espansione e colonizzazione per attrarre persone di diverse classi sociali provenienti, in particolar modo, dall'area milanese, prospettando un miglioramento del proprio status; ne sarebbero prova i flussi migratori in ambito lombardo dell'XI secolo - ben superiori ai normali movimenti della popolazione di quell'epoca e, probabilmente, riconducibili ad una scelta politica del Comune di Milano - e la tardiva documentazione nota sulla città.

### Il Duomo dell'XI secolo

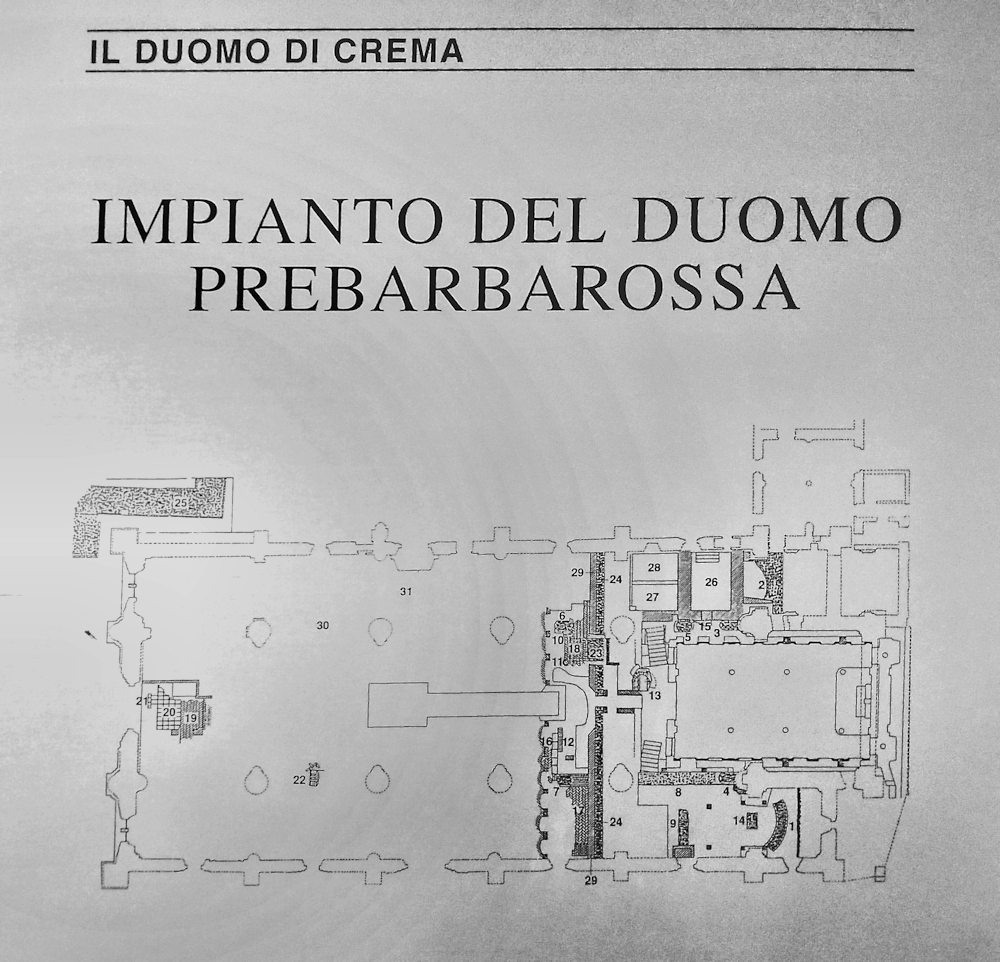
Impianto del duomo pre-Barbarossa (particolare del pannello sinottico collocato nella cripta)

Nell'XI secolo troviamo una grande chiesa dalle dimensioni pressoché uguali a quella attuale i cui resti sono rintracciabili sotto il pavimento dell'attuale edificio. È citata in due documenti del 1098 e del 1143 come Ecclesia Sancte Mariae e aveva tre navate con pilastri compositi terminanti sul fondo con tre absidi semicircolari. Probabilmente, come la maggior parte delle chiese del tempo, aveva una navata centrale più elevata con capriate a vista e le navate laterali con volte a crociera.
Sotto la base del campanile, tuttavia, sorgono i resti di un piccolo altare con una base che sprofonda di 40 cm dal pavimento dell'antico duomo; qui si trovano tracce di un affresco con le estremità inferiori di tre figure realizzate da una mano arcaica, forse ancor più antica di questa chiesa romanica.

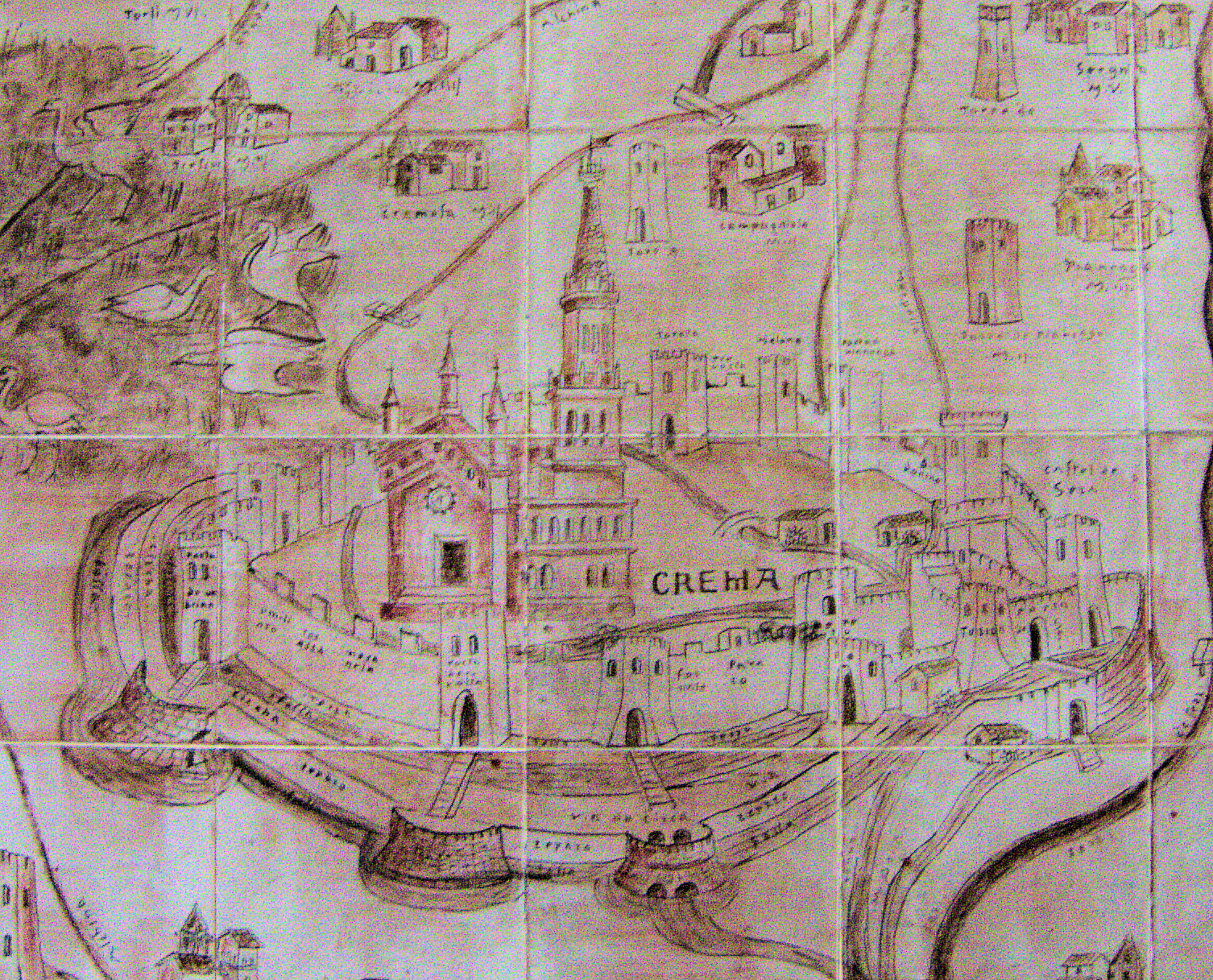
Museo Civico di Crema, particolare della città con al centro il duomo (riproduzione in ceramica del Desegno de Crema et del Cremascho, la più antica mappa del cremasco risalente al XV secolo).

### Dal 1185 al 1341
Dopo lo storico assedio del 1159-1160, gran parte del duomo romanico andò distrutto; ma fu lo stesso Barbarossa a inaugurarne la ricostruzione il 7 maggio 1185; in questa fase ci si concentrò sulla zona absidale, sull'arco trionfale e sulla nuova sacrestia.
Della precedente costruzione furono incorporati il portale, alcuni brani della muratura ed alcuni pilastri interni.
A quell'epoca il centro fortificato era sotto la giurisdizione del vescovo di Piacenza, ma nel 1212 passò sotto la diocesi di Cremona che fermò ogni forma di finanziamento e i lavori furono interrotti. Con il ritorno alla diocesi di Piacenza, nel 1284, la ricostruzione riprese.
L'elevazione della nuova chiesa nella sua interezza durò 57 anni essendovi state numerose interruzioni a causa delle guerre tra guelfi e ghibellini.
Tra il XII e il XIII secolo fu innalzato sull'abside meridionale il campanile, che ebbe successivamente anche la funzione di torre di vedetta sia sotto la breve signoria locale dei Benzoni sia sotto il dominio della Repubblica di Venezia.

### Dal 1341 al 1580
Nel 1410 fu demolita l'antica chiesetta di San Giovanni: era addossata al lato settentrionale del duomo ed era sopravvissuta alla distruzione dell'antica chiesa romanica avendo anche la funzione di battistero.
Con bolla di papa Pio II nel 1459 la prepositura fu spostata da Palazzo Pignano a Crema e ciò comportò l'allargamento del coro.
Nel corso del XV secolo fu allestito l'altare di Sant'Ambrogio, poi intitolato e San Marco, titolazione quest'ultima significativa perché avvenuta nel 1456, solo sette anni dopo il passaggio di Crema sotto il dominio veneto. Nell'occasione fu spostato il Crocifisso miracoloso, qui collocato, sostituito da un'ancona in terracotta di Agostino de Fondutis oggi scomparsa. Un altro altare fu aggiunto per decisione del Consiglio generale nel 1456 e dedicato a San Sebastiano.
Tra '400 e '500 fu scavata la cripta con conseguente elevazione del piano del presbiterio.
Risale al 1520 l'allestimento dell'altare della Madonna della Misericordia, mentre nel 1522 fu rifatto l'organo (da parte di Gian Battista Facchetti) in sostituzione di uno precedente risalente al 1477.
Uno dei pinnacoli apicali della facciata crollò a terra nel 1578 uccidendo il sagrestano; la conseguenza fu la loro demolizione.
Nel 1580 papa Gregorio XIII elevò Crema a sede di diocesi e il duomo divenne cattedrale, fino ad allora il Duomo e altre parrocchie cittadine dipendevano (per ragioni politiche) dalla diocesi di Piacenza che aveva giurisdizione su una ventina di parrocchie intorno alla stessa città (come un'enclave in terra lombarda e ben distanti dal piacentino), anche se la parrocchia di San Pietro (anch'essa dentro le mura cittadine) era parte della diocesi cremonese che aveva giurisdizione su altre parrocchie del Cremasco, mentre un paio di esse (al confine con il Lodigiano) erano parte della diocesi di Lodi, appunto fino all'erezione della diocesi di Crema.

### Dal 1580 ai rifacimenti settecenteschi

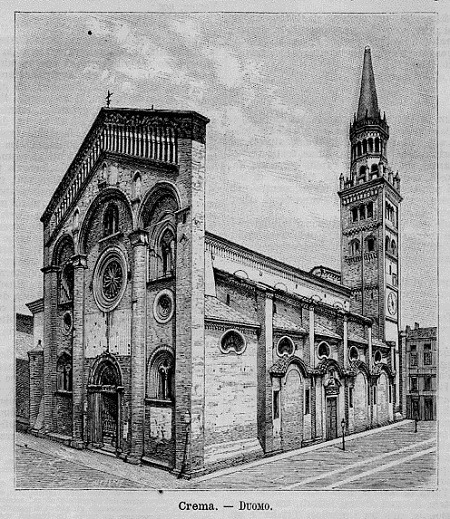
Il duomo nel 1891, privo di pinnacoli, con la parete meridionale sfondata dalle cappelle settecentesche e le curiose finestre "a fagiolo".

Un nuovo organo fu montato sulla controfacciata nel 1647.
Nel 1709 fu sfondata la cappella absidale sinistra aumentandone il volume e dotandola di cupoletta: il progetto fu di Giacomo Avanzini e la decorazione fu eseguita da Giacomo Parravicini detto il Gianolo con l'ausilio dei fratelli Grandi; infine, vi fu collocato definitivamente il Crocifisso miracoloso.
Tra il 1776 ed il 1780 avvenne una radicale trasformazione degli interni, analogamente a quando si fece in numerose altre chiese medievali; il gusto dell'epoca mal tollerava la semplicità dello stile gotico lombardo e l'architetto Giacomo Zaninelli (in collaborazione con l'architetto barnabita Ermenegildo Pini ed il decoratore trevigliese Orlando Bencetti) trasformò l'aspetto interno della chiesa in forme barocche. Tra gli interventi eseguiti: l'innalzamento del pavimento, la costruzione di plinti per ridurre l'altezza delle semicolonne, l'eliminazione dei capitelli in pietra, lo sfondamento del muro perimetrale destro per l'allestimento di nuovi altari e l'apertura di finestre dalla forma “a fagiolo”; finirono distrutti gli affreschi tre-quattrocenteschi; s'intervenne anche sulla cappella del Crocifisso, rifatta da soli pochi decenni, che fu ridecorata.

### Dal 1780 ad oggi

L'arcivescovo di Milano cardinale Giovan Battista Montini tra il Vescovo di Crema mons. Placido Maria Cambiaghi ed il Sindaco di Crema Giacomo Cabrini durante l'inaugurazione del termine dei restauri del duomo di Crema. Foto Marinoni dal quotidiano "La Provincia" di martedì 28 aprile 1959.

Nel 1802 si operò sulla torre campanaria per riparare i danni dovuti al terremoto di Soncino; tra gli interventi si segnala la sostituzione delle 16 colonne binate collocate sul piano delle campane. Altri lavori vennero cantierizzati sul campanile negli anni 1832, 1863 (con l'installazione del parafulmine) e 1877.
Già alla fine del XIX secolo venne intrapresa una discussione volta a verificare la possibilità di togliere le sovrastrutture barocche; fu consultato anche l'architetto Luca Beltrami, ma non se ne fece nulla.
Tra il 1913 ed il 1916 sotto la direzione dell'architetto Cecilio Arpesani e dell'ingegner Emilio Gussalli vi fu un intervento sulla facciata col fine di sostituire alcune colonnette ed alcune terrecotte; inoltre, furono ripristinati i tre pinnacoli apicali. Nel 1935 fu demolita l'ala del palazzo vescovile addossata alla chiesa e costruita nel 1587.
Grandi lavori furono compiuti tra il 1952 ed il 1958 con l'intento di eliminare le aggiunte settecentesche: il complesso lavoro fu affidato all'architetto Amos Edallo. Il professionista, che si avvalse della collaborazione di Corrado Verga, affrontò il problema a metà tra restauro conservativo e rifacimento in stile, affrontando i ritrovamenti emergenti di volta in volta senza decisioni preventive; per esempio: si era sempre dibattuto fino all'epoca dei restauri se le absidi antiche fossero semicircolari o piane; il ritrovamento delle fondamenta fu inequivocabile e l'abside fu ricostruita piana. Furono usati mattoni antichi provenienti dallo stesso progetto oppure rifatti a mano secondo tecniche antiche dall'artigiano Emilio Iacchetti di Castelleone usando terra di Ombriano, il cui impasto permetteva di ottenere mattoni vicini alla colorazione di quelli antichi.
Furono eliminate le finestre “a fagiolo” e ripristinate le monofore; la volta della cripta fu abbassata e rifatta in cemento armato; il presbiterio fu ricoperto con marmo di Carrara e fu collocato un nuovo altare in marmo di Candoglia.
Si intervenne anche sul pavimento ripristinando quello in cocciopesto risalente al XV o al XVI secolo (con alcune parti rifatte con lo stesso stile e tecnica).
L'inaugurazione ufficiale avvenne il 26 aprile 1959 alla presenza del cardinale di Milano Giovanni Battista Montini (futuro papa Paolo VI).
Un intervento fu approntato nel 1979 per ottemperare ai dettami conciliari; nell'occasione fu posto un nuovo altare opera di Mario Toffetti.
Tra il 1983 ed il 1984 fu eseguito un restauro della torre campanaria secondo un progetto degli architetti Ermentini.
Una visita illustre la cattedrale l'ebbe nel 1992 allorché vi fece visita papa Giovanni Paolo II. L'evento è ricordato dalla scritta incisa su una lapide murata lungo la parete della prima campata destra:
Tra il 2004 ed il 2005 fu allestita una nuova cappella dietro l'antica cripta del duomo al fine di raccogliere le tombe dei vescovi qui sepolti: fu voluta da monsignor Angelo Paravisi (che non vide l'opera completata) e fu inaugurata il 2 settembre 2005.
Nel 2010 è stato avviato un complesso restauro conservativo concluso nel 2014.

## Esterno

### Facciata

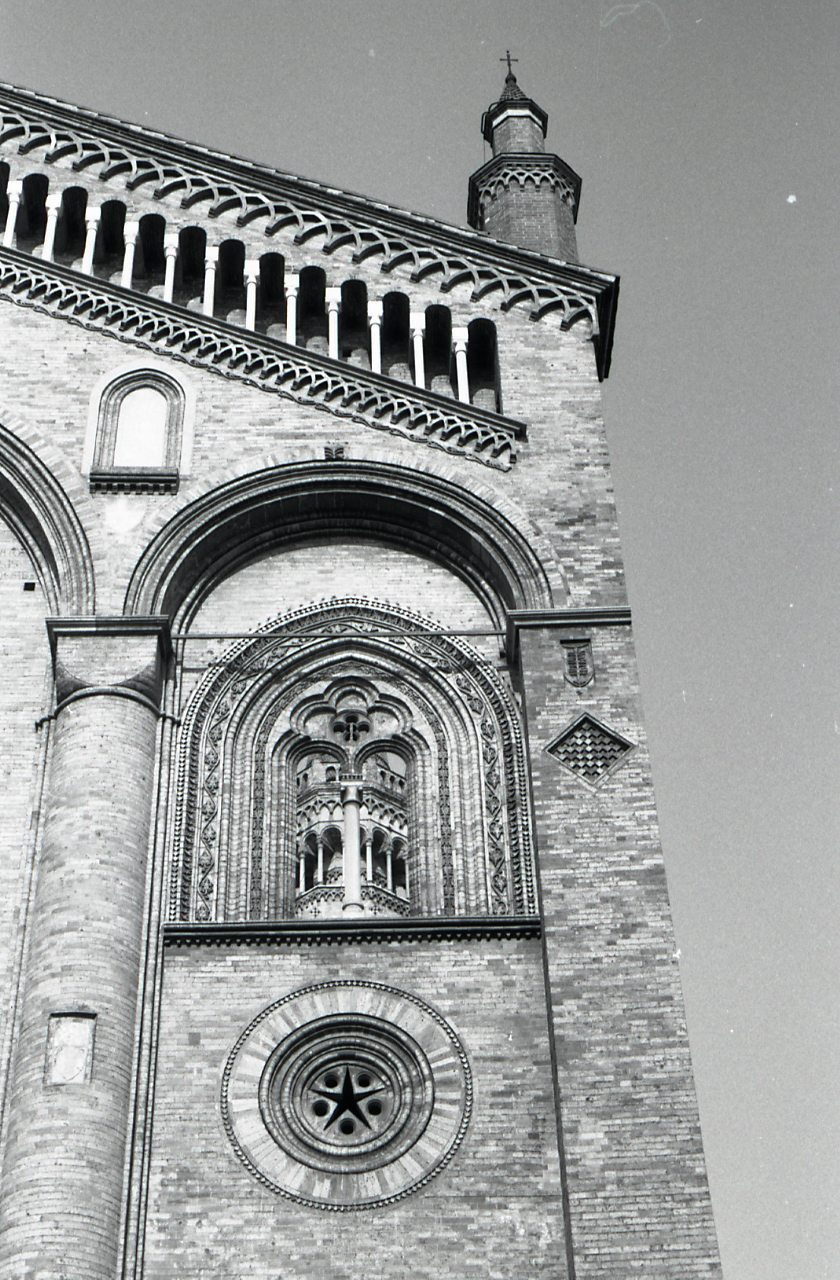
Particolare della bifora a vento di destra

La facciata a capanna e "a vento" è tripartita da grandi archi a tutto sesto in stile romanico, così come romanici sono il portale con archivolto cordonato a tutto sesto, i capitelli a motivi vegetali e la loggetta decorativa cuspidale a trentatré colonne marmoree. Tipicamente gotico è invece il rosone centrale in pietra di Saltrio con sedici colonne a raggiera e intrecciate da archetti a tutto sesto.
L'architrave a cinque clipei d'ingresso è sorretta da due telamoni, simbolo della gravezza del peccato da parte dei fedeli; la lunetta ospita il gruppo scultoreo della Madonna col Bambino Gesù fra i santi Giovanni Battista e Pantaleone. L'interpretazione dei clipei è incerta: quello centrale rappresenterebbe l'Agnello pasquale dell'Apocalisse al centro, mentre quelli laterali potrebbero essere decifrati come il clero, il monaco, il vescovo e il laico. Sull'arcosolio si legge a fatica in caratteri del XVI secolo la seguente scritta:
Se i numerosi elementi decorativi della facciata sono stati lo spunto per dotte e suggestive allegorie spirituali (una sorta di ascesa dell'anima peccatrice verso la salvezza), il loro simbolismo numerico rientra invece nei classici canoni medievali. Così le 3 guglie indicano la perfezione e la Trinità, le 33 colonne della loggetta si riferiscono agli anni vissuti da Gesù, le 16 del rosone corrispondono ai 12 apostoli più i 4 evangelisti oppure i 4 profeti dell'Antico Testamento.
La facciata presenta altri simbolismi: una pietra quadrata sotto la bifora sinistra indica la materia prima indifferenziata, partenza per la salvezza umana e cristiana; i pentacoli, che rappresentano l'immagine stilizzata dell'uomo a braccia aperte e gambe divaricate, simbolo dell'uomo perfetto che è il Cristo; i tralci di vite e i pampini che contornano le finestre a vento simboleggiano l'eucaristia e il Cristo; una formella sul contrafforte laterale sinistro contiene sette cerchi, ossia i sette pianeti conosciuti all'epoca della costruzione; sul contrafforte destro, invece, un rombo a scacchiera ricorda l'ambiguità della vita e del reale o dell'ambivalenza ed è sovrastata da una palma, segno della vittoria di Cristo.
Sulle semicolonne sono murate anche due lapidi che testimoniano a che punto fosse arrivata la costruzione nel 1301 e nel 1305.
La prima recita:
ed è accompagnata da uno stemma con banda sovrastato da quattro torrette.
La seconda:

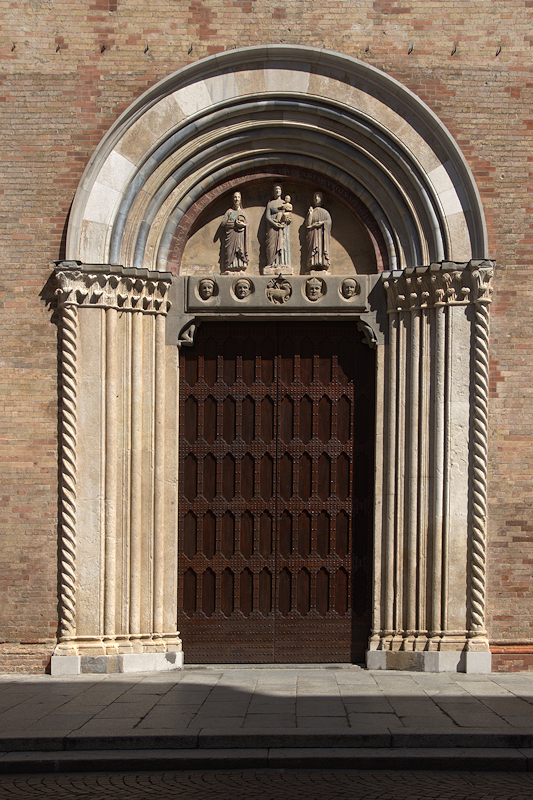
Il portale.

con uno stemma a fasce verticali con biscia e tre torri.
Tra il portale ed il rosone la muratura assume una colorazione leggermente differente: è il punto dove rimangono debolissime tracce di un affresco che raffigurava sant'Ambrogio e che fu realizzato per volontà del podestà Salio di Landriano nel 1345. È scomparsa anche l'iscrizione che l'accompagnava ancora leggibile agli inizi del Novecento e trascritta dal sacerdote Augusto Cambié:
In passato sulla facciata dovevano essere presenti altri affreschi: durante i lavori di pulitura e restauro del 2011 in una delle finestre cieche sono apparsi brani di una figura raffigurante un papa: si nota parte del volto, la mitria e l'aureola, dunque un papa santificato.

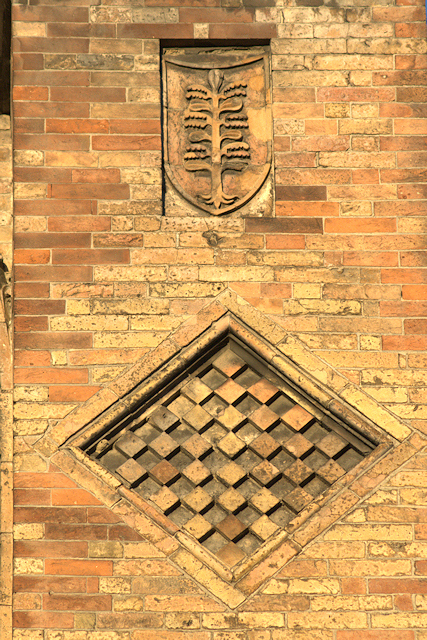
Particolare della formella a scacchiera e della palma
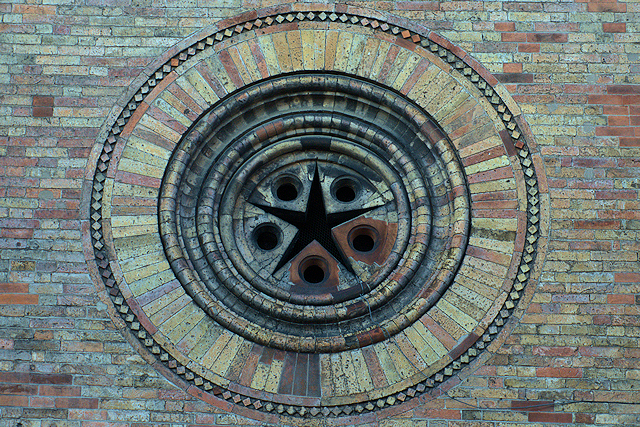
Uno dei due pentacoli
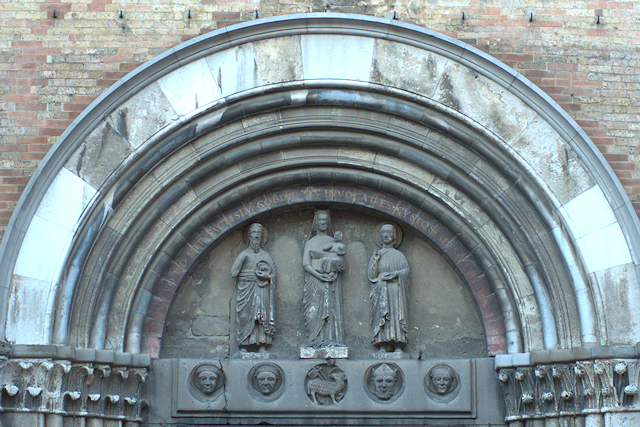
Particolare del portale
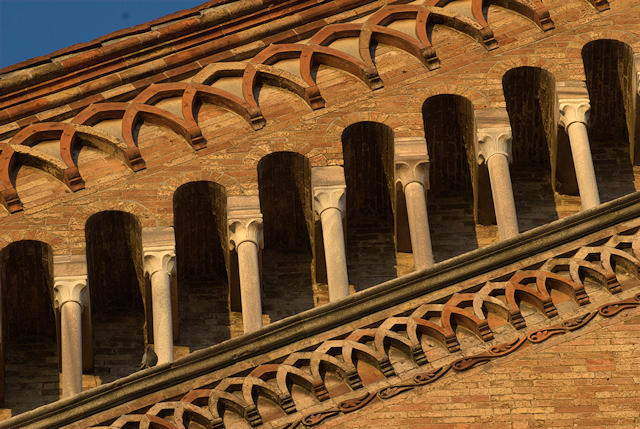
Dettaglio della loggia superiore

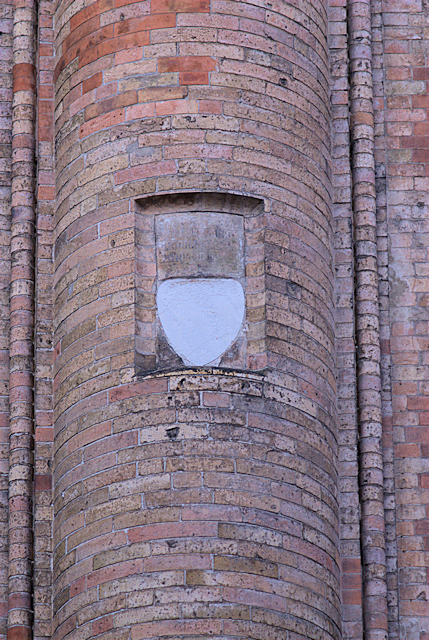
Una delle due lapidi trecentesche sulle semicolonne
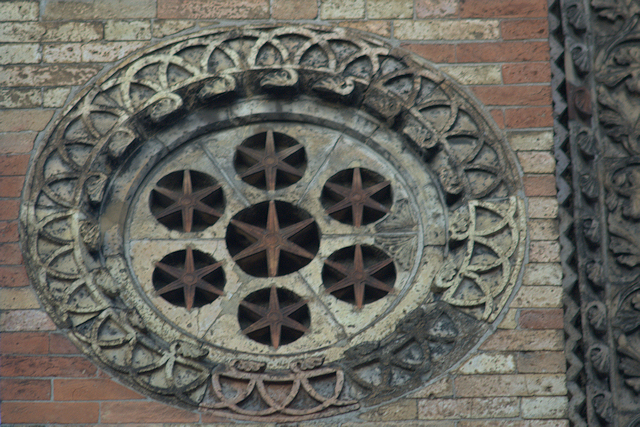
Formella sul contrafforte
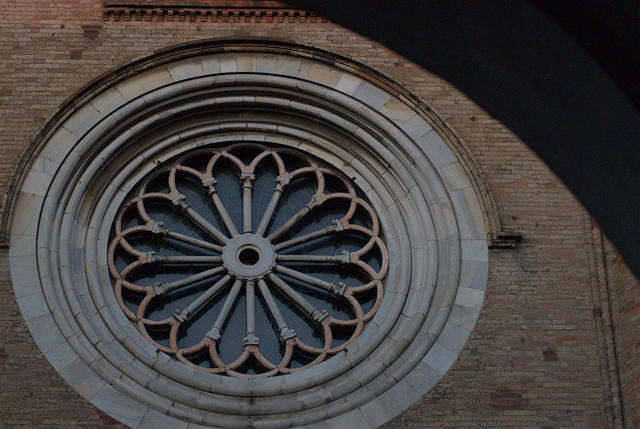
Il rosone
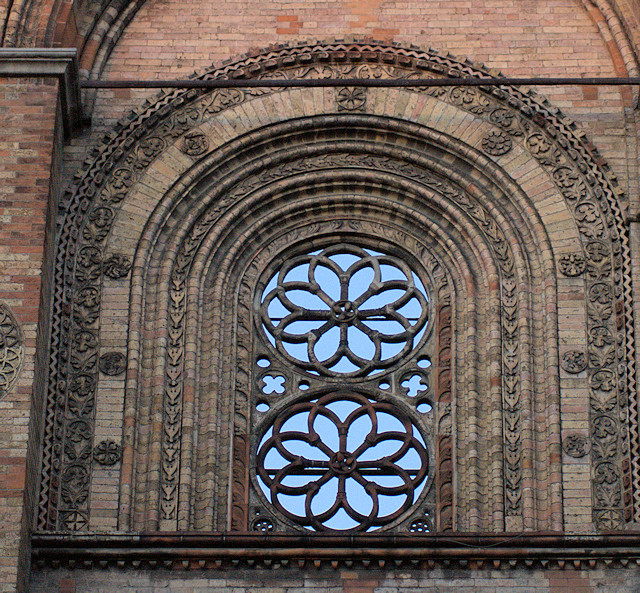
La finestra a vento di sinistra

### Fiancate

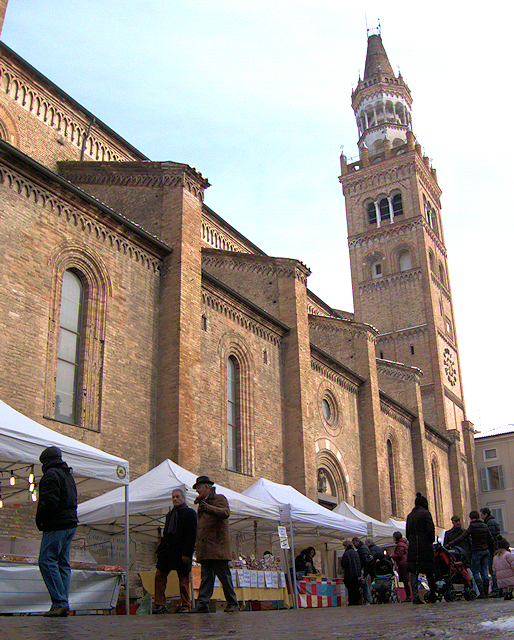
Fiancata meridionale

Le fiancate si presentano così come ripristinate dopo i restauri della metà del XX secolo.
Quattro contrafforti dividono la parete meridionale in cinque campate la navata centrale (con bifore ad illuminarne gli interni) e la navata laterale. In questa si aprono lunghe monofore eccetto sulla terza campata dove trova posto il portale laterale trecentesco. Questo si presenta in posizione disallineata rispetto al rosoncino che lo sovrasta. Nella lunetta del portale vi è murata una scultura detta la Madòna dal Póm (la Madonna del Pomo), perché se con il braccio sinistro sostiene il bambino Gesù, con la mano destra porge una melagrana, simbolo di fertilità e di conoscenza. Alla seconda campata vi sono anche due volti su colonnine tortili all'interno di una nicchia identificabili come due Bafometti.
La fiancata settentrionale è simile a quella meridionale; alla prima campata, tuttavia, vi troviamo una bifora cieca decentrata, mentre alla seconda vi si ravvisano i segni di una porticina. Alla terza campata si trova l'ingresso laterale decentrato (non è stata trovata una spiegazione per questa anomalia); la successiva parte della fiancata è coperta dalla Sagrestia Nuova e dal palazzo Vescovile.
Tutti i sottogronda delle navate e dei contrafforti presentano una decorazione ad archetti intrecciati in cotto.

### Campanile
Particolarmente rilevante è il concerto di campane del duomo di Crema. I bronzi che sono montati sul campanile risalgono al 1753, fusi dalla fonderia Domenico Crespi e sono sopravvissuti alle requisizioni della seconda guerra mondiale che risparmiavano le campane delle cattedrali. Il castello è composto da sei campane in tonalità Reb3, Fa3, Lab3, Reb4, Mib4, Fa4. A queste si aggiunge una settima piccola campana in Mi4 molto crescente (del 1828 fusa da Andrea Crespi), che serve a richiamo del Capitolo e suona ogni giorno da sola alle ore 8. Le campane sono tutte perfettamente intonate tra di loro, con timbro uniforme e morbido. Tuttavia, solo nelle solennità maggiori vengono impiegate tutte le sei campane a distesa per la cosiddetta scampanàda dal Dòm.

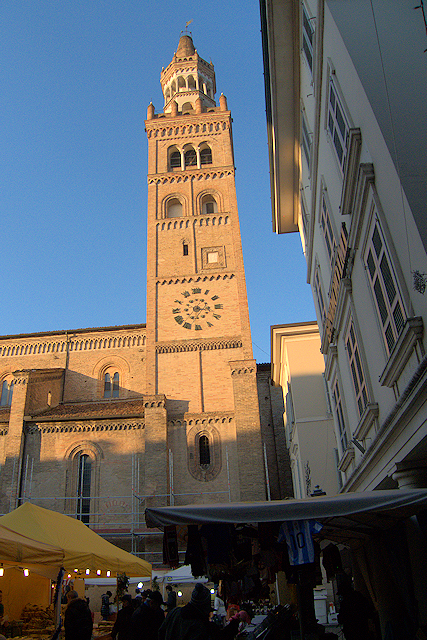
Il campanile

Il campanile risale al periodo a cavallo tra XIII e XIV secolo e pur essendo parte integrante della chiesa, innestandosi sulla cappella di san Pantaleone, appare quasi come elemento architettonico e sé.
Se arrivasse a terra avrebbe base di forma quadrata di circa 6,5 metri per lato ed è diviso in sei ordini con marcapiani e lesene agli angoli. Alla base stanno due piloni di differenti dimensioni rispetto ai contrafforti della fiancata, e con altezza diversa.
Il primo ordine raggiunge la quota del tetto della navata laterale e presenta sul lato meridionale una finestra a sgualcio con elaborata decorazione, forse di influenze orientali. Lo divide dall'ordine superiore una serie di archetti. Sul lato orientale si apre un'altra finestra e, a mezz'altezza, una porticina. Si trovava qui, infatti, fino ai restauri novecenteschi, una costruzione posticcia che fungeva da abitazione del campanaro e che entrava nella torre attraverso questa apertura.
Il secondo ordine è cieco, ma con la specchiatura divisa da un costolone verticale.
Sulla parete meridionale del terzo ordine è presente l'orologio mosso elettronicamente e sulla parete occidentale due piccole feritoie. Nei locali interni della torre è conservato l'antico meccanismo realizzato da Domenico Crespi nel 1751 e successivamente ampliato da Giuseppe Kohlschitter nel secolo successivo.
Il quarto ordine è per tre lati cieco (col solito costolone centrale) ma si differenzia sul lato meridionale: sulla parte sinistra vi si apre una piccola monofora mentre a destra, all'interno di un'elaborata cornice in cotto, vi è murata una lapide con un bassorilievo raffigurante un liocorno rampante che nel Vicino Oriente antico simboleggiava felicità e fortuna.
Al quinto ordine per ogni lato vi sono aperte due finestre con arco a tutto sesto. A differenza degli ordini inferiori, gli archetti di questo ordine proseguono anche sulle lesene.
L'ultimo ordine è la cella campanaria con una trifora per lato composta da colonnette binate unite; un fregio ad archetti intrecciati precede la cornice che supporta una balaustra con dodici pinnacoli.
Il coronamento finale è una lanterna a forma di ottagono divisa in tre parti: il lato inferiore è un ottagono con fornici ciechi; la zona centrale è una galleria praticabile, con due archi per lato, che sostiene il solito fregio ad archetti intrecciati e cornice superiore, sovrastata da una balaustra con otto torrioncini; termina il campanile la copertura a cono con ringhiera.
In totale il campanile è alto 58 metri.

## Interno

### Impianto architettonico

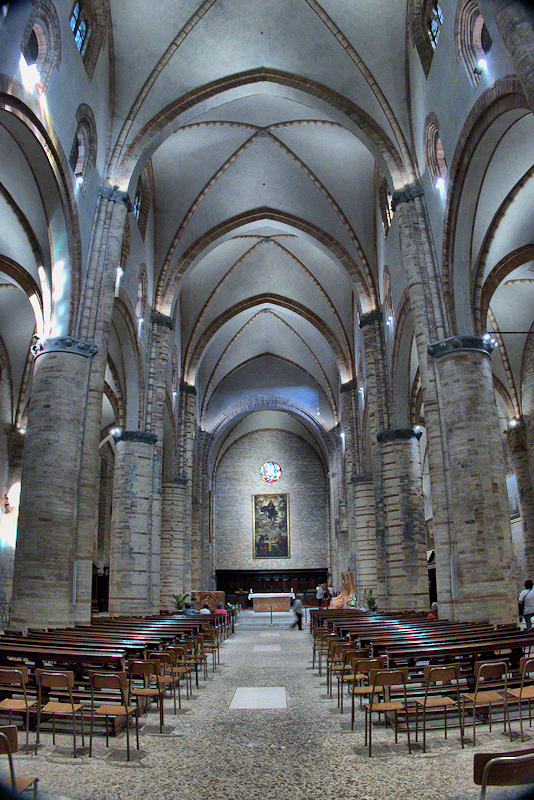
La navata centrale

Il duomo di Crema ha una pianta a tre navate: quella centrale termina con un'abside piana alla maniera cistercense mentre quelle laterali sono concluse da cappelle. Dalla piazza si scende di un gradino al livello dell'antico pavimento in coccio pesto.
Alle possenti colonne che dividono le navate sono addossate verso quella centrale delle semicolonne cilindriche che proseguono verso l'arco traverso a sesto acuto. Le volte di ogni singola campata della navata centrale sono a crociera.
Le colonne che sostengono l'arco trionfale (a tutto sesto) presentano capitelli differenti. Quello di destra, inoltre, possiede un attacco dell'arco trionfale più basso: probabilmente nel primo progetto di ricostruzione post assedio del Barbarossa si pensava ad una navata più bassa di quella attuale.
La finestratura della navata centrale presenta per ogni campata: ad un livello inferiore due monofore (finti matronei che, in realtà si affacciano sul sottotetto delle navate laterali); al livello superiore una bifora che dà luce all'interno.

### Opere d'arte
Sebbene il rifacimento barocco abbia distrutto la fitta decorazione quattro-cinquecentesca (di cui rimangono delle tracce), il duomo di Crema non è affatto privo di opere d'arte.

#### Fiancata sinistra
La prima campata della navata sinistra è occupata dall'altare della Madonna della Misericordia, il cui culto è piuttosto antico. Si presenta ancora nelle forme barocche quale esempio di come fosse stato trasformato il duomo, ricco di marmi policromi e statue di fattura fantoniana rappresentanti Davide e Salomone. Al centro è dipinto l'affresco che raffigura la Madonna con il Bambino voluto dal Signore di Crema Giorgio Benzoni nei primi anni del '400 e realizzato da Rinaldo da Spino. Successivamente vi mise mano Vincenzo Civerchio che vi aggiunse san Giuseppe e san Giovanni Battista e l'ambientazione architettonica. Un ulteriore intervento il dipinto lo ebbe per mano di Mauro Picenardi che vi dipinse degli angioletti fra le nuvole.
Alla seconda navata sinistra è appesa una tavola di Vincenzo Civerchio raffigurante san Sebastiano tra i santi Cristoforo e Rocco, commissionata nel 1518 dai Consoli dei Mercanti al termine di una pestilenza. Il dipinto manifesta una forte contrasto tra san Sebastiano, denudato con le bianche carni ed un atteggiamento d'estasi e i santi che lo affiancano con scuri vestiti e complessi panneggi. San Cristoforo è ripreso in un movimento realista, nell'atto di portare sulle spalle un bambino; san Rocco è ripreso in atteggiamento pensoso. Un sasso riproduce anche la firma, V.C. I.D.XVIII, che ci riporta alla data precisa di esecuzione: 1518. Alla parete è presente anche un brano degli antichi affreschi, il viso di una Madonna in trono.
La terza navata sinistra è occupata dall'ingresso laterale e dalla porta d'accesso alla Sagrestia nuova. Prima dei restauri degli anni 2010-2014 vi era collocata l'Assunzione di Vincenzo Civerchio ora spostata sull'altare. Vi è stata trasferita qui la grande tela di Guido Reni (prima appesa nella quarta campata destra), Cristo appare a san Marco, opera seicentesca commissionata dal Monte di Pietà e destinata originariamente all'altare dedicato a san Marco. È un dipinto di grande dimensione, con numerosi personaggi: Gesù tra angeli in una forte luce; san Marco in prigione, orante con lo sguardo rivolto a Gesù; in basso le guardie stupite, una si appoggia nascondendosi il volto per la disperazione, l'altra è supina e si volta ad osservare la scena.
Alla quarta campata sono stati rinvenuti gli affreschi più significativi dell'antico impianto decorativo: si tratta di san Pantaleone tra due figure su scanni di cui una è certamente una Madonna con pochi frammenti del Bambino. Nel mese di febbraio 2024 vi è stata trasferita la Sacra famiglia o Sacra conversazione (fino ad allora collocata alla seconda campata destra) di Francesco Bissolo; vi sono raffigurate a tre quarti la Madonna con il Bambino, san Giuseppe, il piccolo Giovanni Battista e due santi non identificati in abito monacale. Il tutto è inserito in una complessa cornice classica.
Alla zona inferiore della quinta campata sinistra sono addossati i confessionali.

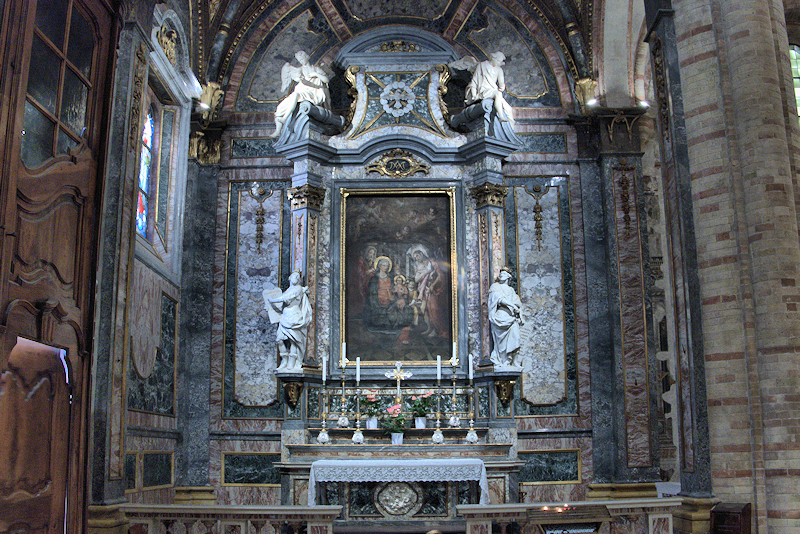
L'altare della Madonna della Misericordia
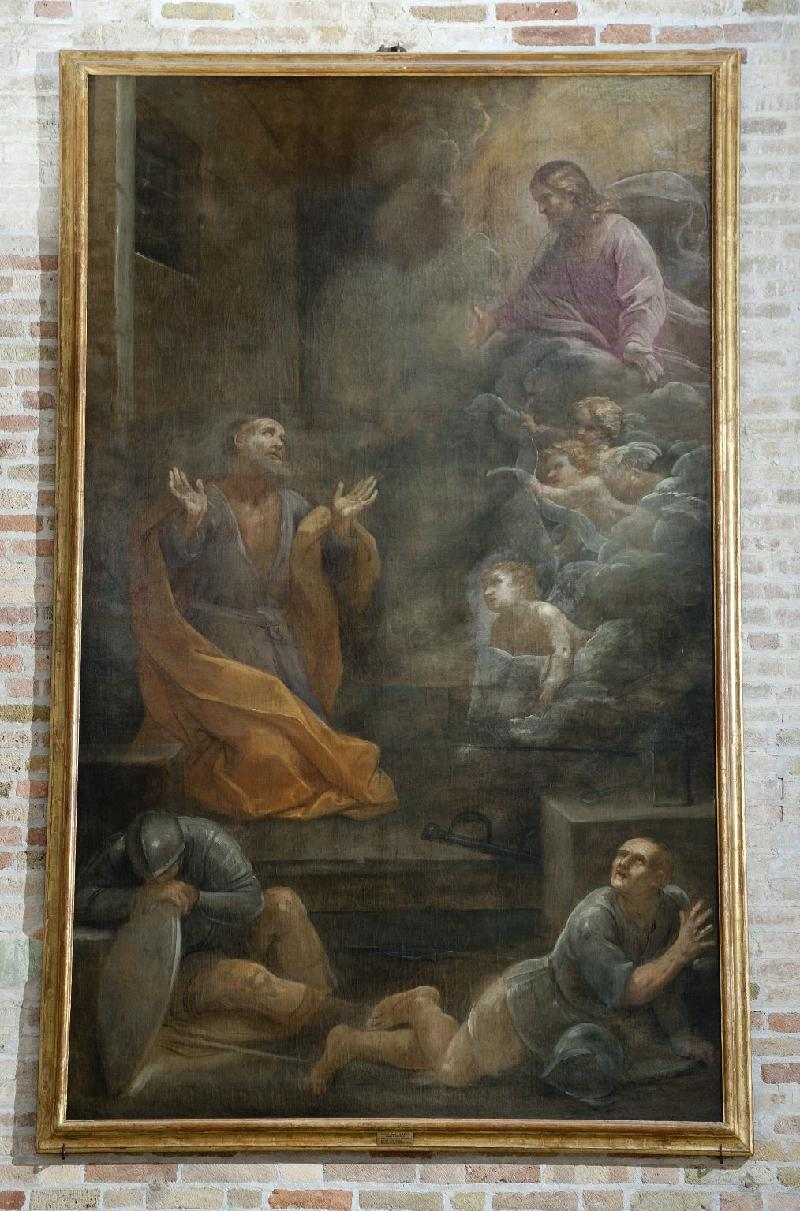
Guido Reni, Gesù Cristo appare a San Marco in carcere, olio su tela, ca. 1625-1642
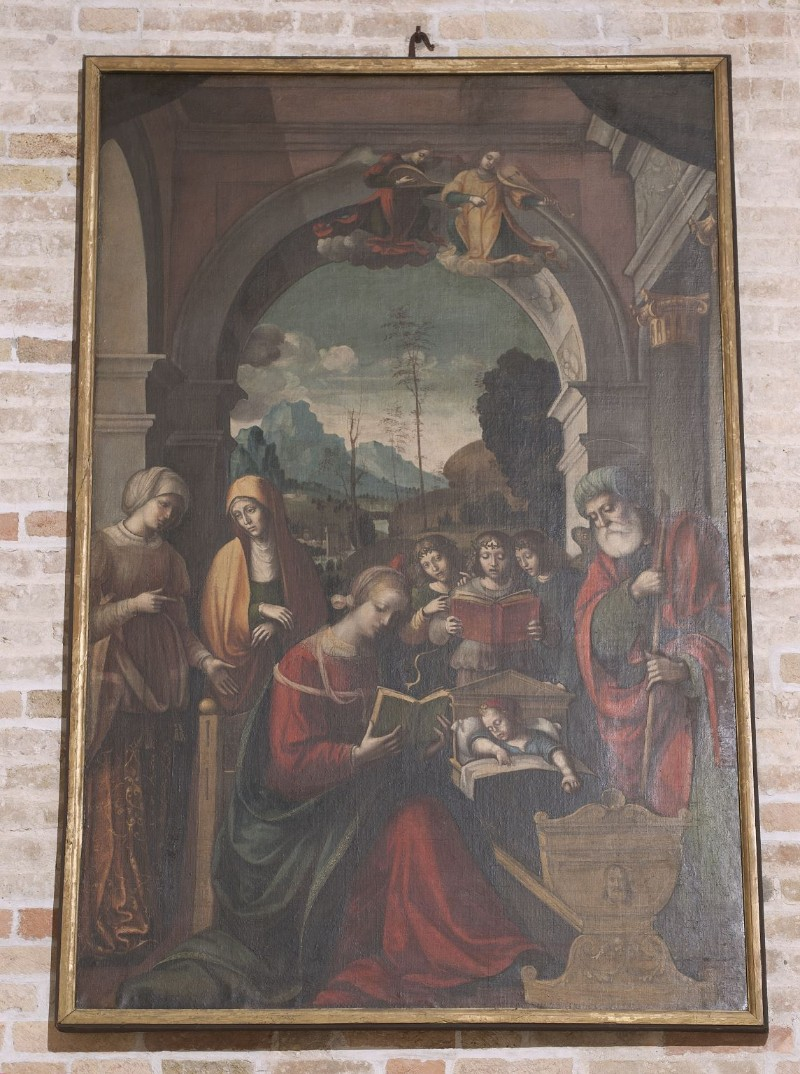
Bottega di Vincenzo Civerchio, La Sacra Famiglia, olio su tela, ca. 1525-1549
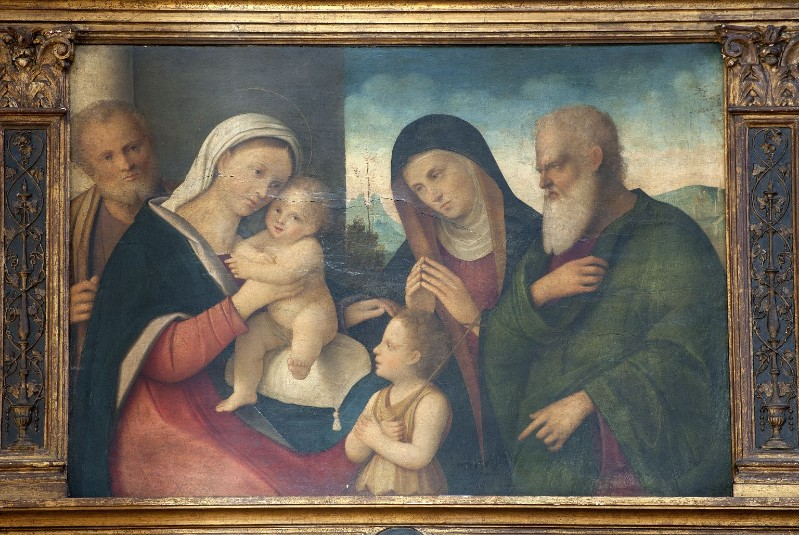
Francesco Bissolo, Sacra conversazione, olio su tela, ca. 1500-1524

#### Presbiterio, cripta e cappelle di fondo
L'origine della devozione per questo Crocifisso risale al 1448 nel pieno delle contese tra guelfi e ghibellini; questi ultimi avevano cacciato dalla città i devoti al papa ed un bergamasco, tale Giovanni Alchini, raccolto in bivacco all'interno del duomo con alcuni soldati, prese il Crocifisso - ritenendolo guelfo perché aveva il capo reclinato a destra - e lo gettò nel fuoco. Immediata la reazione di alcuni presenti che estrassero dalle fiamme l'opera e che poi notarono che il Signore avesse come ritratto le gambe. L'atto sacrilego ha sicuramente radici di verità: durante i restauri del 1999 vennero alla luce i segni di quelle antiche bruciature. Da quel gesto venne affibbiato ai cremaschi il triste appellativo di brusacristi, per la verità assai inclemente visto che fu un insano gesto compiuto da uno “straniero”.
La cappella del Crocifisso si trova a sinistra dell'altare maggiore e si presenta con un impianto decorativo prevalentemente settecentesco. Alle pareti si trovano due dipinti ottocenteschi di Sante Legnani raffiguranti Il Crocifisso dato alle fiamme e la Supplica al Crocifisso. Ma l'elemento di maggior interesse è il grande e venerato Crocifisso ligneo scolpito tra il 1250 ed il 1275 probabilmente in Francia. Presenta un'espressione molto intensa e dolorosa, quasi in contrasto con il resto del corpo scolpito in maniera più primitiva. Nel 1999 fu avviato un restauro che eliminò lo sporco e le sovradipinture e che mise in luce anche le bruciature del rogo che subì nel 1448; singolare per valutare lo "stato di salute" della statua il metodo diagnostico impiegato: l'opera fu trasportata presso l'Ospedale Maggiore di Crema e sottoposta a TAC e controllo con strumentazione digitale ad arco evidenziando come il Cristo sia ricavato da un unico tronco al quale furono innestate le braccia.
Il presbiterio ha subito nei restauri novecenteschi un abbassamento per recuperare le proporzioni spaziali del duomo. L'altare maggiore barocco del settecento durante i restauri del 1952-1959 fu trasferito nella chiesa parrocchiale del Sacro Cuore di Gesù, inaugurata nel 1956 nel quartiere di Crema Nuova. Al suo posto venne collocato un nuovo altare privo di dorsale e tabernacolo che era costituito dalla sola mensa recante una decorazione con motivi a fogliami (ricavata da frammenti dell'antica pavimentazione del Duomo di Milano) con tavola in marmo di Candoglia e collocata su di una predella con tre gradini anch'essi in marmo bianco come tutta quanta la pavimentazione del presbiterio. Questo altare nel gennaio del 1966 in seguito alla ridisposizione degli arredi del presbiterio per via della riforma liturgica fu sostituito da un altro costituito da una semplice mensa con due stipiti in marmo di Candoglia. L'altare del 1966 è stato poi trasferito nel 1980 al santuario della Madonna delle Fontane a Casaletto Ceredano. L'attuale mensa fu eseguita da Mario Toffetti nel 1979 su progetto di Beppe Ermentini e vi sono raffigurati degli episodi biblici. La croce d'argento dorato appesa è opera dello scultore Nicola Sebastio, dono del vescovo Carlo Manziana.

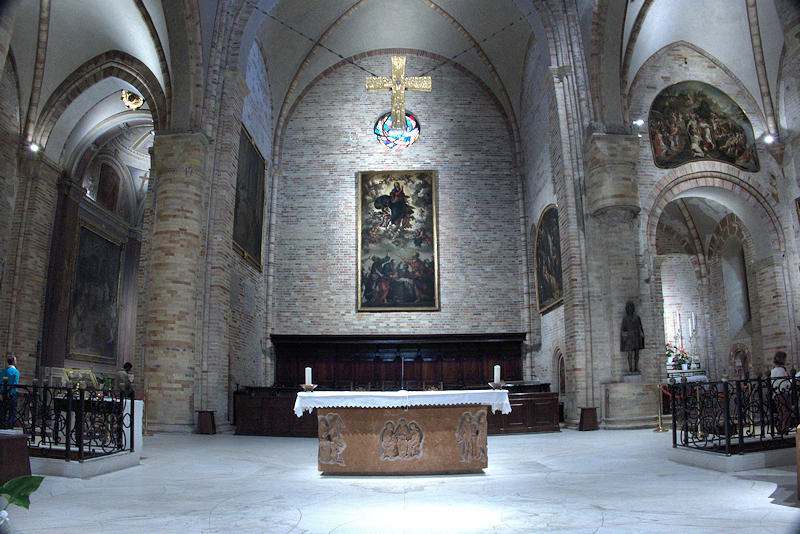
L'altare maggiore. Sulla parete dell'abside si vede la tela dell'Assunzione e più sopra, appesa, la croce
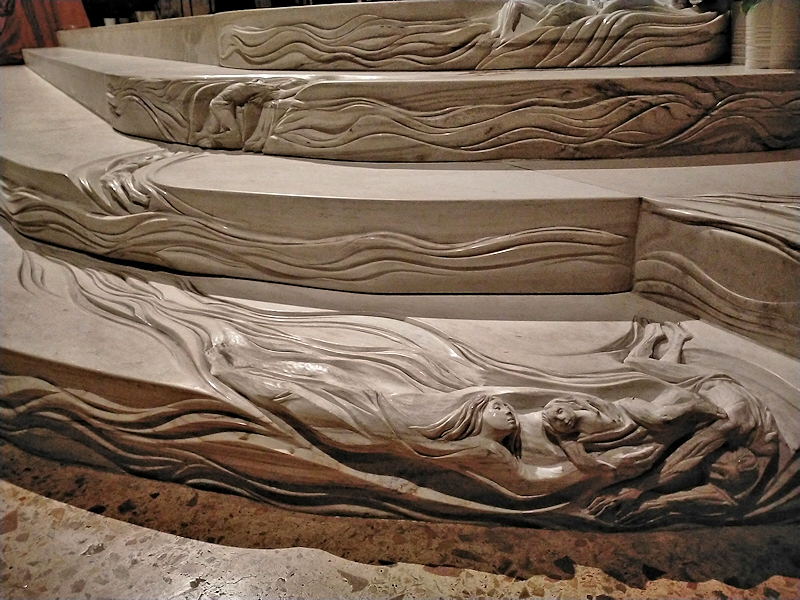
Particolare dei gradini, opera di Mario Toffetti

L'area presbiterale è quella che ha subito le maggiori risistemazioni dopo i restauri degli anni 2010-2014. La nuova cattedra vescovile è stata collocata sul lato destro, ricavata da un blocco unico in marmo rosso di Asiago, opera di Mario Toffetti il quale ha scolpito sullo schienale il Buon pastore e ai lati i papi Paolo VI e Giovanni Paolo II, gli unici due pontefici che hanno visitato Crema (sebbene Montini ancora in veste di cardinale nel 1959).
Lo stesso Toffetti è stato l'autore del pavimento in marmo palissandro grigio-bianco con inserti in quarzo, raffigurante scene bibliche sui gradini ricurvi, così come lo scultore di Mozzanica ha realizzato il nuovo ambone ricco di immagini simboliche (e tra queste i volti dei familiari), ultima sua scultura prima della scomparsa.
Smantellato l'organo, è stata rivista anche la disposizione delle tele alle pareti dell'abside. Sulla fronte è stata posta la grande tela (5 metri di altezza) raffigurante l'Assunzione. In passato prevaleva la tesi che il dipinto fosse opera di autori differenti: gli apostoli a cura di Vincenzo Civerchio, mentre Maria Assunta fra gli angeli sarebbe una realizzazione di Carlo Urbino. In tempi più recenti si è ipotizzato che il Civerchio sia l'unico autore, sebbene sulla tela vi ha certamente messo mano Mauro Picenardi nel 1790 per restaurarla a causa del suo forte deterioramento. La tela dell'Annunciazione che prima era appesa di fronte all'organo si trova ora sulla parete sinistra, un capolavoro di Vincenzo Civerchio. L'artista realizzò in tempera su tela su due pannelli di ante d'organo un tempo scorrevoli. Vi è raffigurata la Vergine a destra mentre osserva un libro posto su un leggio, mentre a sinistra compare un angelo in atteggiamento di movimento; il tutto in una scena fortemente prospettica. Alla parete sinistra trova posto una Sacra Famiglia, altra opera di Civerchio o della sua scuola.
A fianco del presbiterio nel 2024 vi è stata trasferita la statua lignea raffigurante la Madonna precedentemente posta alla quarta campata sinistra e in sostituzione di un'opera dedicata a San Nazario, di autore sconosciuto (ma secondo Lidia Ceserani sarebbe opera di Vincenzo Civerchio), ricavata tra un tronco di olmo e dipinta con tempera all'uovo.

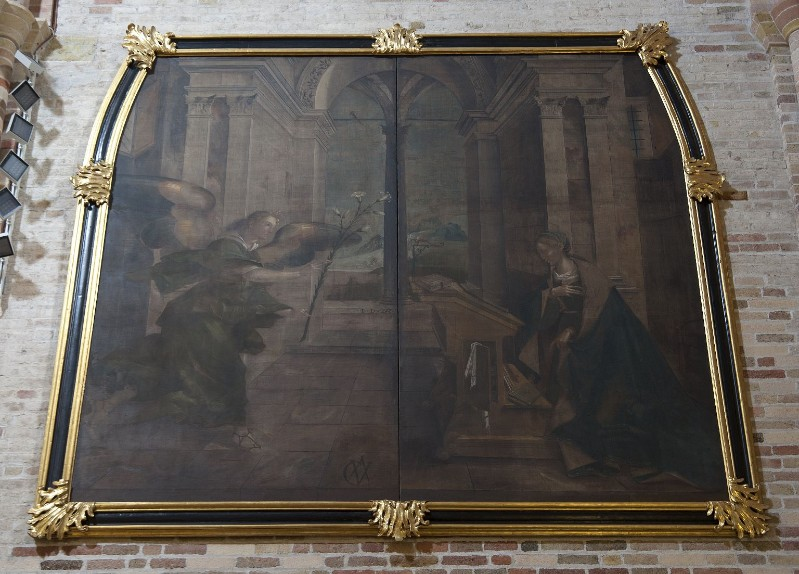
Vincenzo Civerchio, Annunciazione, tempera su tela, 1523
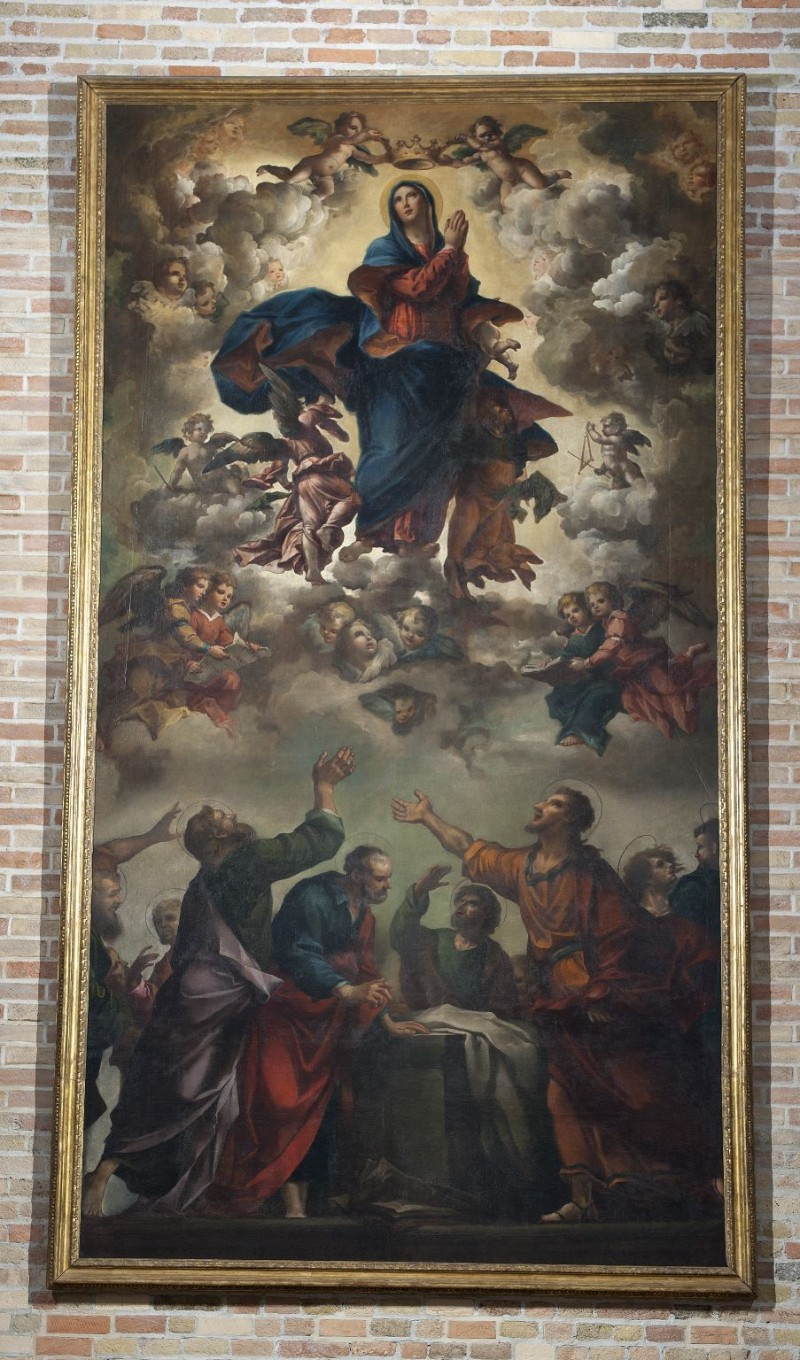
Vincenzo Civerchio (1525) e ritocco di Mauro Picenardi (ca. 1776-1780), Madonna Assunta, olio su tela

La parete sud del coro contiene in una nicchia un tema particolarmente insolito: si tratta dei Sette dormienti, un affresco tardo trecentesco.
Alla cripta si accede tramite due scale in marmo che si trovano ai lati dell'altare maggiore. Le colonne sono originali ma il soffitto con armature in cemento armato fu eseguito durante i restauri di metà Novecento per riportare l'altare alla quota trecentesca. Sulla parete di fondo è addossato un antico altare in marmi policromi con la statua della Madonna del Popolo, un'opera di Mauro Picenardi.
Nella cripta vi si trova dall'anno 2016 il gruppo scultoreo in legno del Compianto, fino all'anno 1991 collocato nel santuario della Beata Vergine del Marzale; si tratta di otto statue risalenti o al quinto decennio (Raffaele Casciaro) o alla seconda metà del XV secolo (Cesare Alpini). Le statue raffigurano tre figure maschili: San Giovanni, Giuseppe d'Arimatea e Nicodemo; le quattro figure femminili sono la Madonna, Maria Maddalena, Maria di Cleofa e Maria di Salomè. I sette personaggi circondano il Cristo deposto, con il corpo martoriato. Ai lati del Compianto sono state collocate su cavalletti due quadri di Ugo Bacchetta, donati dalla famiglia per tramite di Emilio Canidio nel 2020; rappresentano la Crocifissione e la Deposizione.

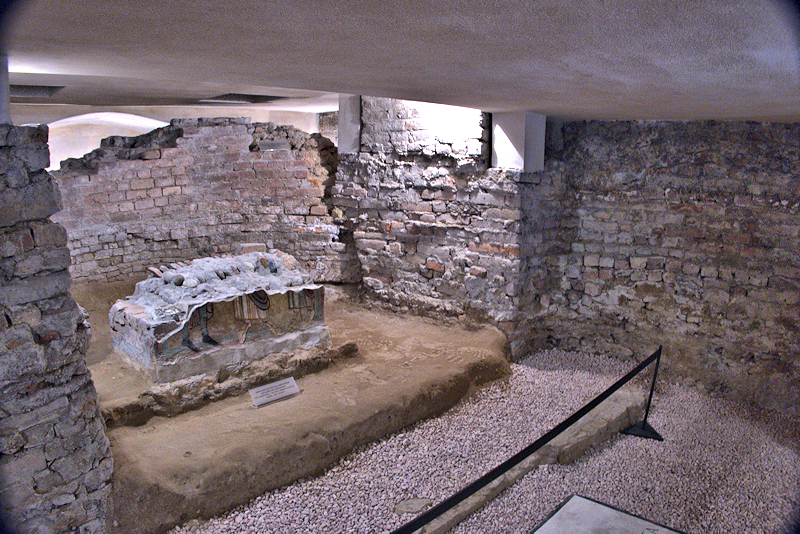
I resti dell'antico duomo.
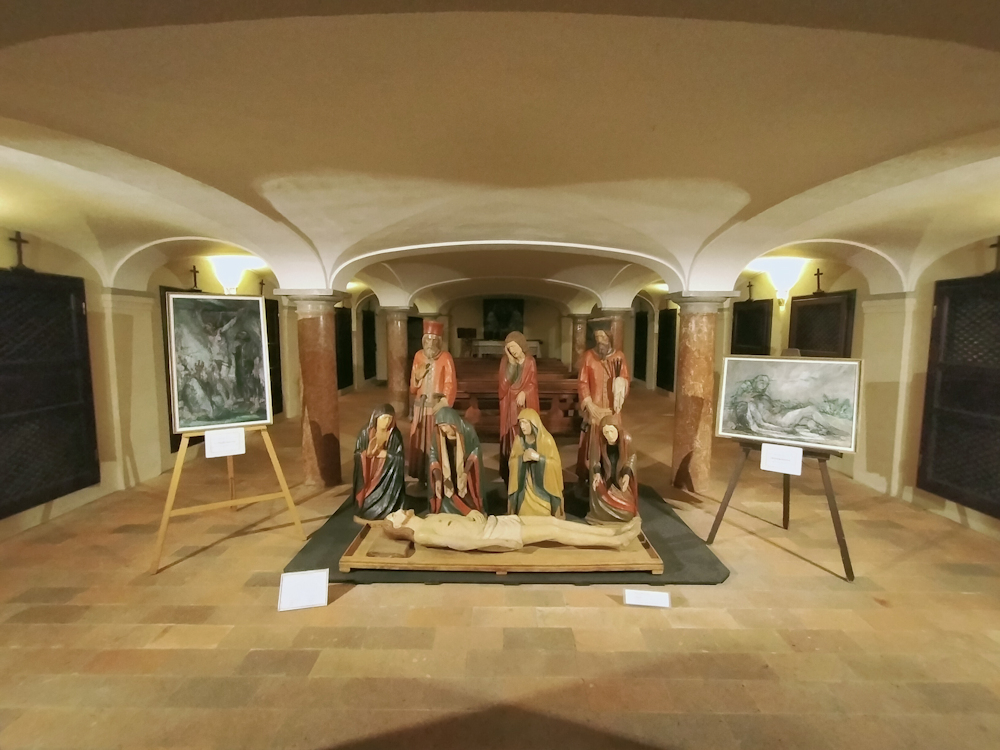
Il gruppo del Compianto ligneo del XV secolo, affiancato da due quadri di Ugo Bacchetta.

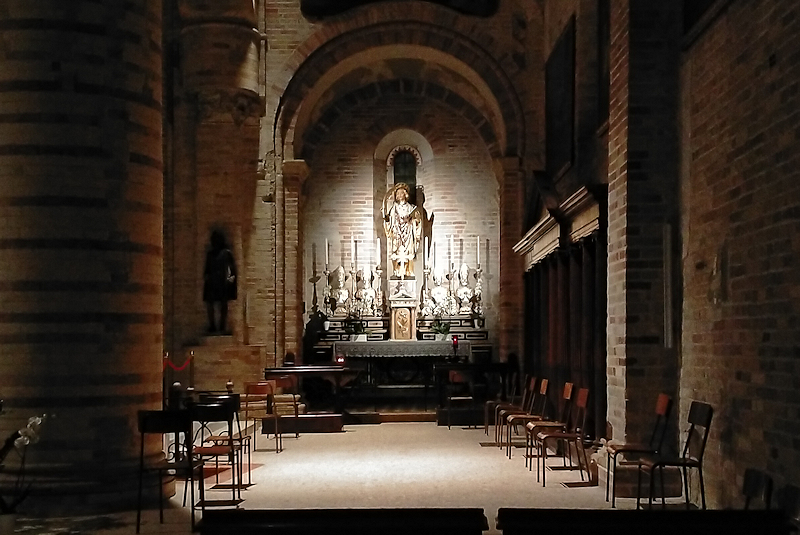
La cappella di San Pantaleone, patrono della città

A destra dell'altare maggiore sorge la cappella di san Pantaleone; sullo sfondo, sotto la monofora, una nicchia ospita l'affresco raffigurante la Madonna con Gesù in braccio ed un frate orante in ginocchio. Sull'altare è posta la statua lignea di san Pantaleone realizzata da Vincenzo Civerchio tra gli anni 1528-1530, raffigurato con manto in broccato e mantello di ermellino sulle spalle; regge con la mano sinistra il libro di Galeno e con la destra la palma del martirio. Il santo è scolpito a grandezza naturale ed è la statua che abitualmente viene portata in processione il 10 giugno, giorno del santo patrono.

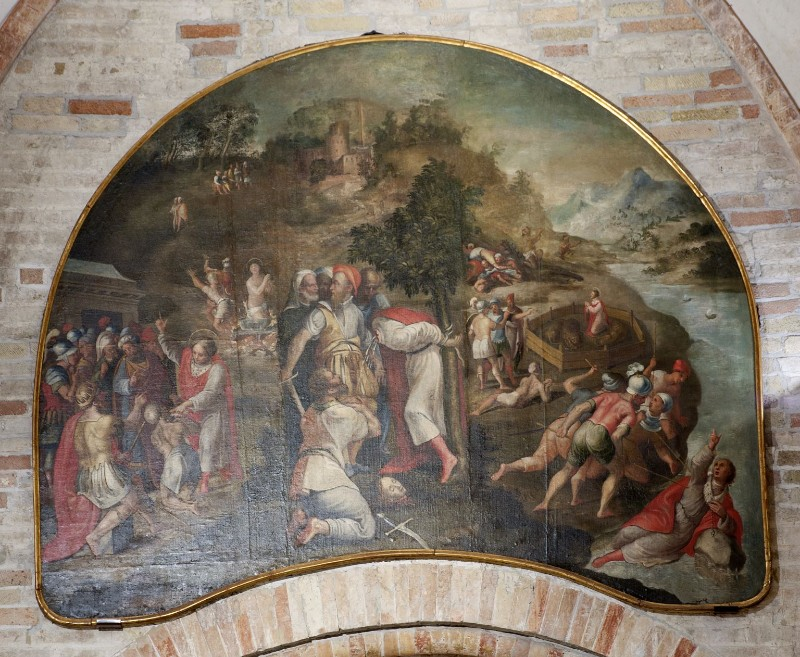
Carlo Urbino (ca. 1550-1574) con ritocco di Mauro Picenardi (ca. 1776-1780), Il martirio di San Pantaleone, olio su tela

Alla parete sinistra è appeso un quadro: San Pantaleone con i santi Vittoriano e Bellino, di Mauro Picenardi. In una scena fortemente illuminata dall'alto san Pantaleone e san Bellino guardano in alto, mentre san Vittoriano è rappresentato in atteggiamento pensoso; in basso, a chiudere un ideale forma di rombo un angioletto osserva lo spettatore.
Sull'arco di ingresso è posto il quadro de La passione di san Pantaleone, opera di Carlo Urbino del XVI secolo, in realtà una composizione di tre tele con intervento di Mauro Picenardi; si tratta di una scena molto affollata in un paesaggio fantastico in cui vengono raccontati cinque dei sette supplizi subiti dal santo.

#### Organo a canne
Prima dei restauri degli anni 2010-2014, sulla parete fondale dell'abside, dietro l'altare maggiore, si trovava l'organo a canne, costruito nel 1963 dalla ditta Tamburini e dalla stessa ampliato con l'aggiunta di alcuni registri nel 1966. Lo strumento, che riutilizzava il materiale fonico e parte dei somieri (opportunamente riadattati) del precedente organo Inzoli del 1908, era a trasmissione integralmente elettrica con consolle mobile indipendente con tre tastiere di 61 note ciascuna ed una pedaliera concavo-radiale di 32.
L'organo è stato smontato durante i lavori di restauro complessivo della cattedrale nel 2011. Necessitando di interventi, anche a seguito di operazioni effettuate negli anni ottanta e considerate poco felici, ma non avendo sufficienti risorse economiche la diocesi provvedeva ad acquisire, grazie ad una donazione, un organo realizzato nel 1984 dalla ditta olandese Fama & Raadgever, poi ceduto alla parrocchia di Capergnanica. L'organo originale ha subito molti interventi di restauro e manutenzione e si è pensato di trasformarlo da trasmissione elettrica a trasmissione meccanica. Alcuni, tra cui Alessandro Lupo Pasini, un concertista d'organo cremasco, hanno espresso le loro perplessità a riguardo della costosa trasformazione dell'organo, e hanno fatto notare che il vecchio strumento Tamburini potrebbe ancora assolvere la sua funzione con gli interventi di normale manutenzione. A favore del ripristino dell'organo storico sono intervenute anche associazioni come Italia Nostra al fine di salvaguardare un esempio di arte organaria cremasca di rilevanza storica e artistica. Dal momento della riapertura, la cattedrale è dotata di un organo positivo provvisorio, offerto in comodato dall'organista titolare del duomo, Alberto Dossena.

#### Fiancata destra
Alla quinta campata destra, sopra i confessionali stanno due quadri a tema eucaristico opera di Giovan Battista Lucini. Ne Il miracolo di Offida due donne (una giovane ed un'anziana) osservano con grande stupore l'ostia che si eleva luminosa al tentativo di bruciarla; al centro vi compare un bambino inconsapevole della scena in atto. L'ambientazione de La comunione della beata Cadamosto è una chiesa: un sacerdote guarda con estremo stupore l'ostia che si libra da sola in volo verso la bocca della beata inginocchiata. La terza figura è ripresa di spalle, probabilmente un chierichetto.

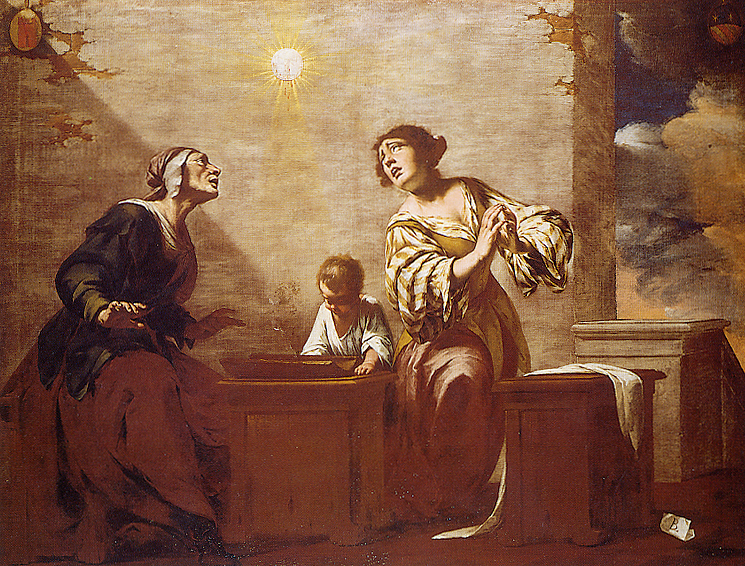
Giovan Battista Lucini, Il miracolo dell'ostia trafugata, olio su tela, 1685

Sulle pareti della quarta campata destra vi sono state trasferite altre due tele del Lucini, precedentemente poste sulla quinta campata di sinistra. Si tratta di altri due grandi quadri che proseguono il tema dell'eucaristia: Il miracolo di Pozen narra un episodio accaduto in Polonia allorché l'ostia, dopo violenze, trasuda sangue e si innalza luminosa. In una scena fortemente drammatica si stagliano personaggi popolari con vestiti seicenteschi che attorniano l'ostia al centro della scena illuminata. Il secondo dipinto raffigura Il miracolo di Bolsena, quando l'ostia caduta a terrà stila sangue di fronte ad un sacerdote dubitante. La scena con luce laterale si presenta davanti ad un altare in perfetta prospettiva dove una serie di personaggi (il sacerdote, il chierichetto, i fedeli) manifestano espressioni di incredulità e sconcerto.

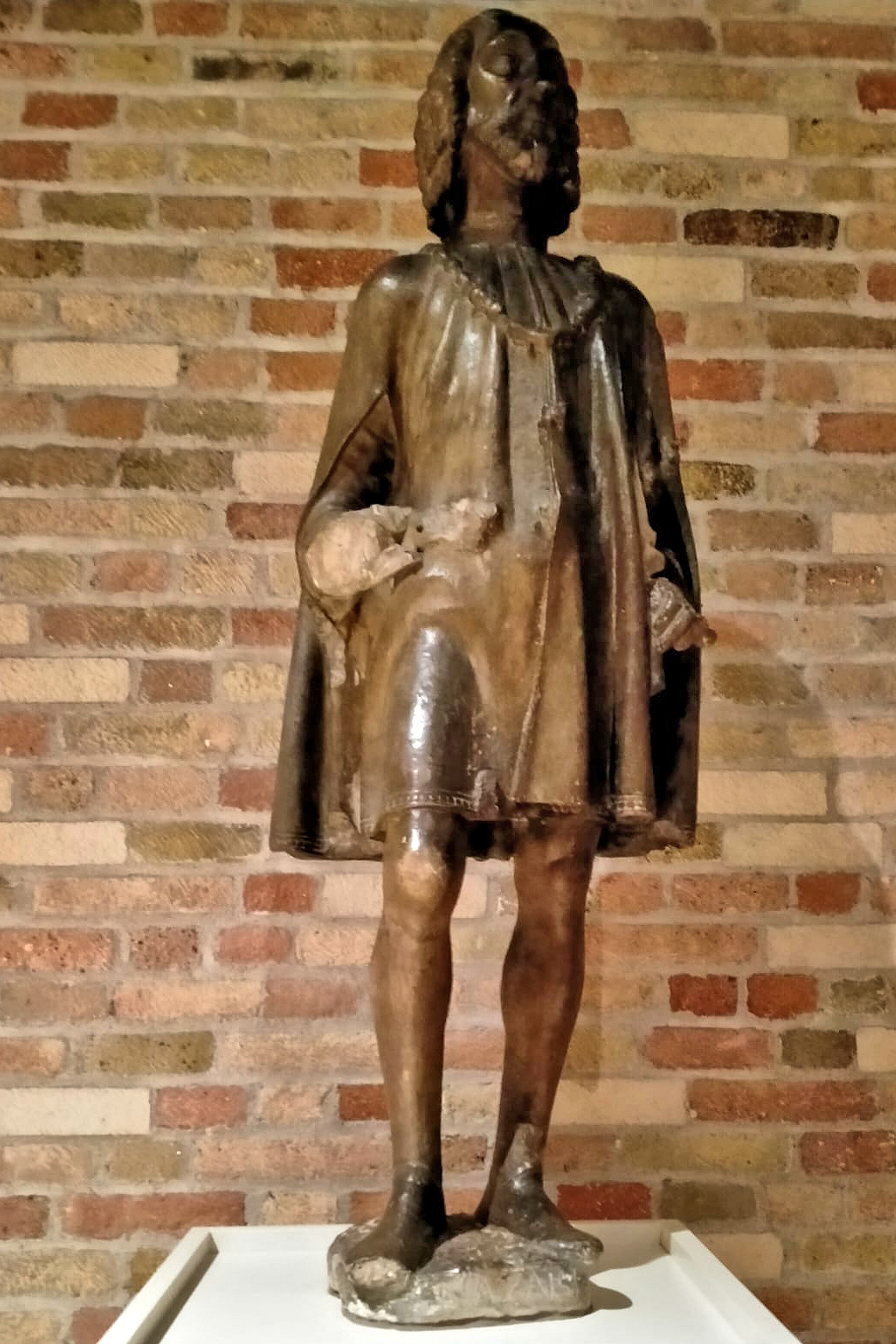
Pietro Antonio Scolari, San Nazario, 1480 ca.

Risale all'anno 2024 la ricollocazione di una statua dedicata a San Nazario che prima trovava posto sul presbiterio. Proviene dal Duomo di Milano e si tratta della donazione del cardinale Montini effettuata durante l'inaugurazione dei restauri del 1952; viene attribuita allo scultore Pietro Antonio Scolari e la sua datazione è stata ipotizzata attorno al 1480.
Alla terza campata si apre l'ingresso laterale.
Alla parete della seconda campata è appesa una tela il cui culto è molto sentito a Crema, quello rivolto a Santa Lucia, opera di Mauro Picenardi. Qui è raffigurata durante il suo martirio, con espressione d'estasi rivolta verso il cielo (dove compaiono tra nuvole illuminate degli angeli), cinta da una corda mentre un soldato cerca di trascinarla via. In basso vi appare il volto di un contadino e due musi di buoi.
Alla parete è addossato anche un monumento scultoreo dedicato a papa Pio IX, opera ottocentesca di Quintiliano Corbellini. Un'iscrizione in latino ricorda le origini cremasche dei parenti del pontefice.
Una balaustra circonda un altare barocco in marmo ospitato nella prima campata; l'altare è sormontato da un sarcofago con le spoglie di san Giacinto, un dono del cardinale Pietro Ottoboni e dal nipote Antonio al podestà. Alla parete è sopravvissuta un'edicola tardo trecentesca con la Madonna ed il Bambino.
Ormai posto verso la controfacciata, il fonte battesimale è una struttura in marmo di Carrara a forma ottagonale coperto da un mobile in legno di noce cinquecentesco con copertura a pagoda e motivi geometrici.

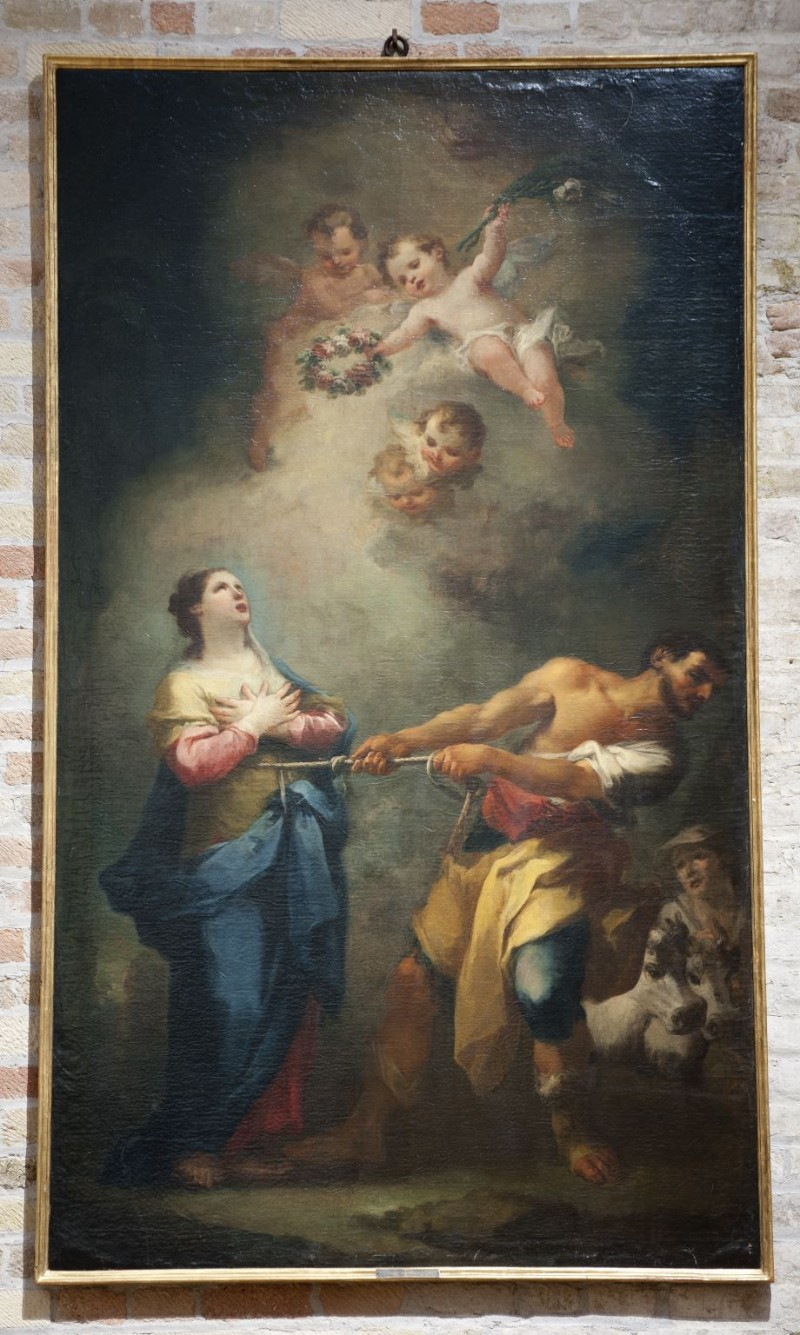
Mauro Picenardi, Martirio di Santa Lucia, olio su tela, ca. 1750-1799
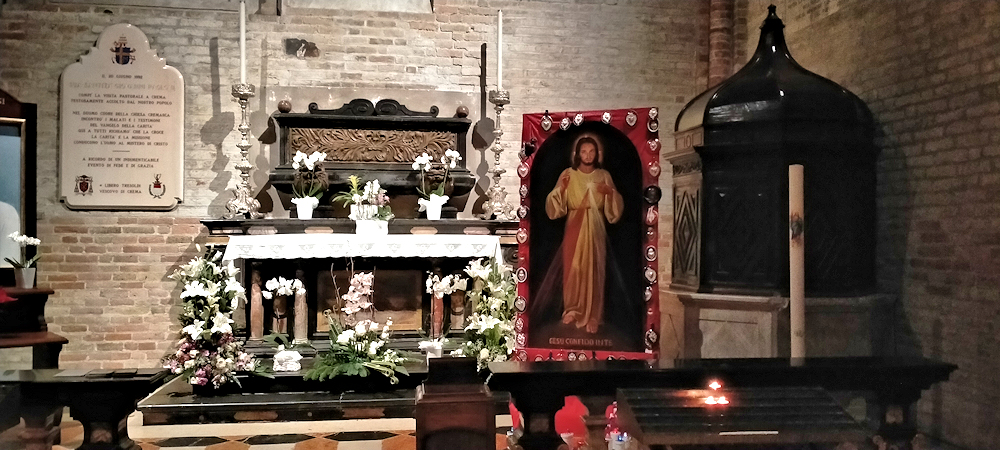
Il primo altare a destra con il sarcofago di San Giacinto e il fonte battesimale

#### La controfacciata

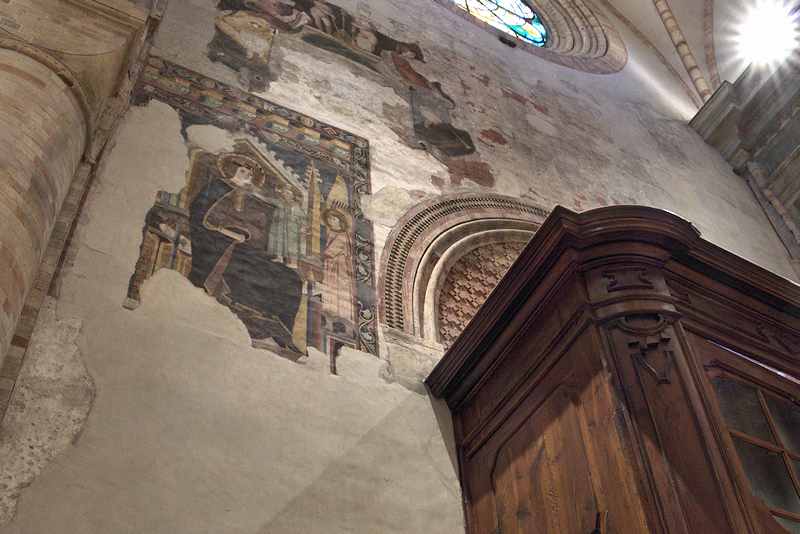
Resti degli affreschi trecenteschi sulla controfacciata

Sulla controfacciata sono stati riportate alla luce tracce degli antichi affreschi: una Maestà, un santo che regge un libro, una Madonna con il Bambino, figure di angeli. Le due bifore laterali sono dotate di vetrate dipinte, opere tedesche di buona fattura risalenti al XIX secolo raffiguranti san Sebastiano e San Vittore. La vetrata del rosone è del 1980 realizzata su progetto di Beppe e Marco Ermentini.

#### Sacrestie e penitenzieria
Dalla cappella del Crocifisso si accede alla sacrestia vecchia: è un ambiente di forma quadrata, con volte a crociera a costoloni e colonna centrale in pietra con capitello sul quale sono scolpiti fiori, foglie ed elementi zoomorfi. La sala risalirebbe alla seconda fase della ricostruzione del duomo ed è affrescata con motivi dell'epoca. 
Dalla sacrestia vecchia si accede alla sacrestia dei canonici che contiene mobili secenteschi e varie tele: L'Adorazione dei Magi del pittore bergamasco Paolo Cavagna; due Madonne con Bambino che un inventario conservato nell'archivio capitolare le attribuirebbe a Carlo Urbino; le tele La confessione di san Paolo e La partenza di Tobia parrebbero opera di Mauro Picenardi secondo il già citato inventario; un Cristo Crocifisso di autore ignoto; quattro tele a semicerchio di attribuzione incerta con tema L'istruzione di Maria: potrebbero essere stare realizzate dalla scuola di Vincenzo Civerchio, oppure Giovan Battista Castello o, secondo altri, Francesco Catena; infine, tre tele di pittore ignoto, verosimilmente cremasco: La Morte, L'Assunzione e L'Incoronazione di Maria.'
Nell'ambiente è conservato anche un ex voto noto come il Miracolo di Quintano, datato 1747, realizzato cura degli abitanti di quel paese quale ringraziamento per averli preservati da una peste bovina; sul dipinto che raffigura un sacerdote supplicante, angioletti, la popolazione orante e la chiesa dell'epoca, è collocato un crocifisso in argento sbalzato.
Da segnalare la decorazione della Penitenzieria, opera a tempera di Rosario Folcini e realizzata nel 1962 con temi relativi al mistero pasquale.